# 無因性原則
無因性原則（abstraction principle (law)；abstract system of title transfer；abstract nature alternation；物權行為無因性原則；物權行為無因性理論）即在德國法律中是關於債權法（Schuldrecht）及物權法（Eigentumsrecht）的相關法律術語。
雖然在德国民法典（BGB）中沒有明確提到無因性原則。此種原則即是將貨物或合法權利（比如經由契約行為(deed)或不動產登記）的所有權轉讓；意即個人承諾將支付、或則貨物交換、或則合法權利轉換（比如經由合同）之分離的概念。無因性原則為德國私法（以及荷蘭法律、南非物權法，以及普通法系）的基礎。

## 外部連接
- Ferner-Legal.com: German Lawyer explains the abstraction principle